# Jaroslav Šula
Jaroslav Šula (* 7. července 1948, Kopřivnice) je český politik, bývalý senátor za obvod č. 67 – Nový Jičín, zastupitel Kopřivnice a člen KDU-ČSL.

## Vzdělání, profese a rodina
V letech 1967-1973 vystudoval obor dopravní stroje a manipulační zařízení na Fakultě strojní Vysokého učení technického v Brně. V letech 1973-1990 pracoval v Tatře Kopřivnice. V letech 1990-1994 byl poprvé zvolen místostarostou města Kopřivnice, od roku 1994 před vstupem do senátu pracoval jako vedoucí odboru sociální péče, zdravotnictví a bytového hospodářství Městského úřadu Kopřivnice. Po konci v senátu pracoval 7 let jako ředitel Domova Hortensie, v roce 2011 nahradil zesnulého Aloise Janka na postu místostarosty města Kopřivnice, na tomto postu zůstal až do konce volebního období v roce 2014. Je ženatý, má tři syny a dvě dcery.

## Politická kariéra
Členem ČSL se stal v roce 1984. V letech 1990 – 2014 zasedal v zastupitelstvu města Kopřivnice, v letech 1990-1994 a 2011-2014 byl také místostarostou.
Ve volbách 1998 se stal členem horní komory českého parlamentu, přestože jej v prvním kole porazil občanský demokrat Milan Šturm v poměru 24,90 % ku 22,67 % hlasů. Ve druhém kole ovšem Šula obdržel 55,52 % hlasů a byl zvolen senátorem. V senátu se věnoval činnosti v Ústavně-právním výboru, kde v letech 2000-2002 vykonával post místopředsedy. V letech 1998-2000 zastával funkci místopředsedy senátorského klubu KDU-ČSL. V období 2002-2004 působil jako místopředseda Ústavně-právního výboru.
Ve volbách 2004 svůj mandát obhajoval, ovšem v obou kolech jej porazil občanský demokrat Milan Bureš.
Ve volbách 2010 neúspěšně kandidoval do senátu za obvod č. 67 – Nový Jičín, když se ziskem 10,72 % hlasů obsadil 6. místo.